# Jan Hoogland (filosoof)

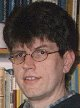
Jan Hoogland

Jan Hoogland (1959) is een Nederlands bijzonder hoogleraar reformatorische wijsbegeerte.
Hoogland studeerde sociologie en filosofie. In 1992 promoveerde hij aan de Erasmus Universiteit Rotterdam (cum laude) op een proefschrift over de metafysica bij Adorno.
In 1997 werd Hoogland, als eerste op die leerstoel van de Stichting voor Christelijke Filosofie, bijzonder hoogleraar reformatorische wijsbegeerte aan de Universiteit Twente. Tevens is hij werkzaam als lector samenlevingsvraagstukken aan de Viaa te Zwolle, en universitair docent bestuurswetenschappen aan de Vrije Universiteit in Amsterdam. Hoogland was hoofdredacteur van het tijdschrift Soφie.

## Publicaties (selectie)
- Autonomie en antinomie. Adorno's ambivalente verhouding tot de metafysica - proefschrift, 1992
- Hoezo bijzonder? Over de vraag hoe universeel een standpunt zijn kan - inaugurele rede, 5 maart 1998

- Bibliothèque nationale de France: cb150820000 (data)
- International Standard Name Identifier: 0000 0000 0469 6886
- Library of Congress Control Number: n00110775
- Nationale Bibliotheek van Israël: 987007344785905171
- Nederlandse Thesaurus van Auteursnamen: 069865051
- Virtual International Authority File: 15063076
- WorldCat: E39PBJt43Wdwr8XyVHHKJ9pgKd